# Čatrnja (Gradiška)
Čatrnja (en cirílico: Чатрња) es una aldea de la municipalidad de Gradiška, Republika Srpska, Bosnia y Herzegovina.
Se encuentra al oeste de la ruta Gradiška - Kozarska Dubica. Al oeste está el río Vrbaška Jablanica, mientras que en el norte de Čatrnja se encuentra el río Sava.

## Población
| Composición de la Población - Aldea de Čatrnja | Composición de la Población - Aldea de Čatrnja | Composición de la Población - Aldea de Čatrnja | Composición de la Población - Aldea de Čatrnja | Composición de la Población - Aldea de Čatrnja |
| ---------------------------------------------- | ---------------------------------------------- | ---------------------------------------------- | ---------------------------------------------- | ---------------------------------------------- |
|                                                | 2013                                           | 1991                                           | 1981                                           | 1971                                           |
| Total                                          | 733                                            | 768 (100,0%)                                   | 793 (100,0%)                                   | 714 (100,0%)                                   |
| Varones                                        | 361                                            | -                                              | -                                              | -                                              |
| Mujeres                                        | 372                                            | -                                              | -                                              | -                                              |
| Bosniacos                                      | 159                                            | 271 (35,29%)                                   | 300 (37,83%)                                   | 235 (32,91%)                                   |
| Serbios                                        | 583                                            | 329 (42,84%)                                   | 268 (33,80%)                                   | 323 (45,24%)                                   |
| Croatas                                        | 10                                             | 89 (11,59%)                                    | 114 (14,38%)                                   | 110 (15,41%)                                   |
| Gitanos                                        | -                                              | -                                              | -                                              | -                                              |
| Eslovenos                                      | -                                              | -                                              | -                                              | 1 (0,14%)                                      |
| Musulmanes                                     | -                                              | -                                              | -                                              | -                                              |
| Montenegrinos                                  | -                                              | -                                              | -                                              | 2 (0,28%)                                      |
| Macedonios                                     | -                                              | -                                              | -                                              | -                                              |
| Albaneses                                      | -                                              | -                                              | -                                              | -                                              |
| Ukranianos                                     | 6                                              | -                                              | -                                              | -                                              |
| Yugoslavos                                     | -                                              | 43 (5,6%)                                      | 89 (11,22%)                                    | 1 (0,14%)                                      |
| Otros                                          | 2                                              | 36 (4,69%)                                     | 22 (2,77%)                                     | 42 (5,88%)                                     |
| Sin declarar                                   | 12                                             | -                                              | -                                              | -                                              |
| Desconocidos                                   | 1                                              | -                                              | -                                              | -                                              |

## Hechos históricos
El 30 de noviembre de 2011, en la aldea, el presidente de la Republika Srpska, Milorad Dodik y el presidente de la República de Serbia, Boris Tadic, abrieron conjuntamente la sección de la autopista Gradiška - Banja Luka desde Čatrnja a Mahovljan.